# 伊春区
伊春区是黑龙江省伊春市曾经下辖的一个区，已被撤销。伊春区名源于伊春市名。伊春，为满语译音，汉译为“衣料毛皮”之意。
2019年7月伊春市行政区划调整，伊春区并入新设立的伊美区。

## 资源
全区的耕地面积有1400公顷，林地面积有2800公顷，林木总蓄积量18.5万立方米。
经济林木主要有红松、落叶松、黄菠萝、水曲柳、胡桃揪、籽椴等，目前已被辟为风景保护区。

## 行政区划
伊春区下辖1个街道：东升街道。
原伊春区下辖5个街道：
旭日街道、红升街道、前进街道、朝阳街道和东升街道。2016年伊政函【2016】88号文件撤销旭日街道、红升街道、前进街道和朝阳街道，四个街道下辖的各社区由伊春区直辖。